# 小行星11965
小行星11965（11965 Catullus）是一颗绕太阳运转的小行星，为主小行星带小行星。该小行星于1994年8月19日发现。

## 轨道参数
小行星11965的轨道半长轴为434 787 357 km，2.9063326 UA，离心率为0.224。